# Michelle Li
Michelle Li (née le 3 novembre 1991 à Hong Kong) est une joueuse canadienne de badminton de Markham en Ontario.
Elle se fait remarquer lors des Jeux du Canada d'hiver de 2011 à Halifax en Nouvelle-Écosse en gagnant une médaille d'or en simple et une médaille d'or en double avec Alexandra Bruce. Pour sa performance, elle a l'honneur de porter le drapeau de l'Ontario lors des cérémonies de clôture.
Elle a gagné deux médailles d'or lors des Jeux panaméricains de 2011, une en simple et une en double.
Michelle Li participe aux Jeux olympiques d'été de 2012 en simple et en double avec Alexandra Bruce. En 2014, elle a gagné les jeux du Commonwealth et en 2015, elle remporte son cinquième championnat canadien.

## Palmarès
Michelle Li remporte plusieurs titres internationaux. Ainsi, elle remporte les Jeux du Commonwealth lors de l'édition 2014 disputée à Glasgow en s'imposant face à l'Écossaise Kirsty Gilmour. Elle remporte plusieurs titres lors de championnats continentaux, aux championnats panaméricains, remportant la médaille d'or des éditions 2013, 2014, 2018 et 2019 et l'argent en 2010. Elle remporte également trois titres consécutifs aux Jeux panaméricains, en 2011 (en), 2015 (en) et 2019.
Elle remporte également des médailles dans les compétitions en double, l'argent avec Alexandra Bruce (en) lors des championnats panaméricains 2010, le bronze avec Grace Gao en 2013, le bronze en double mixte avec Adrian Liu aux championnats panaméricains 2008. Aux Jeux panaméricains, elle remporte l'or avec Alexandra Bruce en 2011 et le bronze en 2015 avec Rachel Honderich.